# Бжесць-Куявски (гмина)
Бжесць-Куявски (пол. Brześć Kujawski) — гмина (волость) в Польше, входит как административная единица в Влоцлавский повет, Куявско-Поморское воеводство. Население — 11 112 человек (на 2004 год).

## Сельские округа
1. Александрово
2. Бжезе
3. Фальбож
4. Гузлин
5. Яранувек
6. Йёндровице
7. Конкова-Воля
8. Конты
9. Кучина
10. Махнач
11. Меховице-Дуже
12. Меховице
13. Пикутково
14. Редеч-Круковы
15. Жадка-Воля
16. Жадка-Воля-Парцеле
17. Слоне
18. Соколово
19. Соколово-Колёня
20. Стары-Бжесть
21. Венец
22. Венец-Залесе
23. Витольдово
24. Волица

## Соседние гмины
1. Гмина Бондково
2. Гмина Любане
3. Гмина Любранец
4. Гмина Осенцины
5. Гмина Влоцлавек
6. Влоцлавек